# Sardinella longiceps
Sardinella longiceps är en fisk i norra Indiska oceanen och angränsande bihav.
Arten tillhör familjen sillfiskar och listades en längre tid som synonym till Sardinella lemuru.
Denna fisk lever nära kusterna från Somalia till Indien och Sri Lanka. Den hittas även i norra Persiska viken. Arten vistas vanligen 20 till 200 meter under havsytan. Sardinella longiceps bildar stim som utför längre vandringar. Födan utgörs av olika havslevande smådjur och växtdelar. Exemplaren blir upp till 23 cm långa och de lever oftast 1,5 till 3 år. Könsmognaden uppnås efter ett år vid en längd av 14 till 16 cm. Fortplantningen sker under tider med mycket regn, till exempel mellan augusti och september i Indien. Honor lägger sina ägg under natten omkring nymåne. En hona läger ungefär 48 000 ägg per tillfälle. Äggen och larverna vistas cirka 40 dagar i det fria havet.
Sardinella longiceps hotas av överfiske. Den påverkas även av klimatförändringar som kan medföra andra regntider. Hela populationen minskar men den är fortfarande stor. IUCN listar arten som livskraftig (LC).